# Calle 34 (Bogotá)
La Calle 34 o Avenida Teusaquillo es una vía arteria que recorre una zona céntrica de la ciudad de Bogotá de oriente a occidente. Une el barrio La Perseverancia en la localidad de Santa Fe, con la calle 26, donde se conecta con la Avenida de Las Américas.

## Trazado
La calle 34 comienza en el piedemonte de los cerros Orientales de la ciudad, en la Carrera Quinta o Avenida Alfonso López Pumarejo en el barrio La Perseverancia. En su primera sección ,hasta la carrera Séptima, atraviesa el barrio La Merced y es conocida como diagonal 34. A partir de ese punto recibe el nombre de avenida Teusaquillo, que conserva hasta la calle 26. Desde allí, sigue su recorrido con el nombre de avenida de Las Américas, en la localidad de Puente Aranda.

## Sitios importantes de la vía
- Barrio La Perseverancia, en la localidad de Santa Fe
- Avenida Caracas
- Profamilia
- Teatro Teusaquillo
- Parque Teusaquillo, y a una cuadra la parroquia de Santa Ana

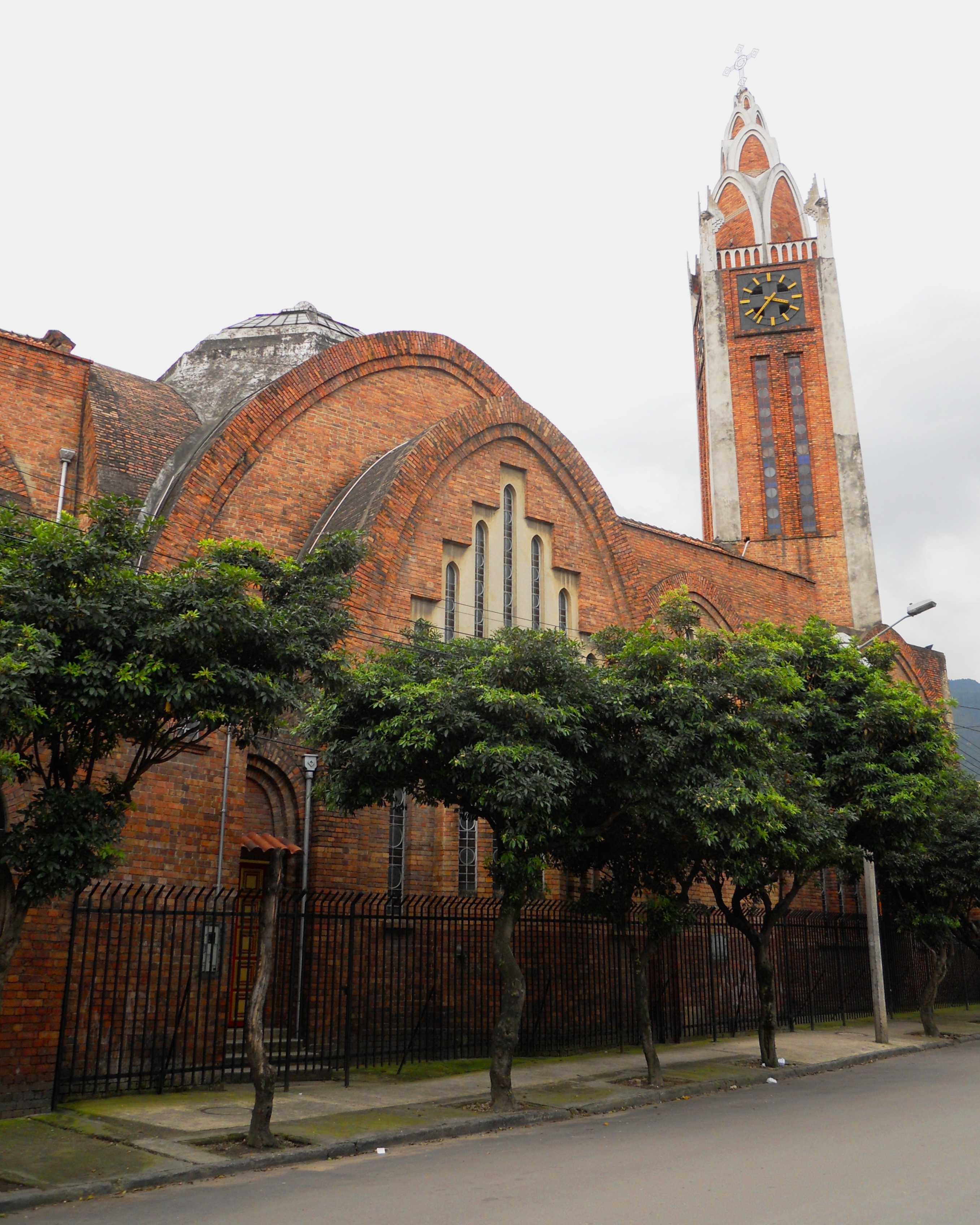
Parroquia Santa Ana ubicada a una cuadra de la Calle 34.

- Concejo de Bogotá
- Centro Penitenciario y Carcelario

- Datos: Q5740323